# 서울숲
서울숲은 서울특별시 성동구 성수동 1가 685번지 일대에 있는 공원이다. 본래 골프장과 경마장이 있던 곳으로, 시민들에게 휴식공간을 제공하기 위해 사업비 약 2352억원을 들여 2005년 6월에 완성하였다. 면적은 1,156,498m2 (약 35만평)이며, 테마공원 5개로 구성되어 있다. 한강과 중랑천이 공원 근처를 흐른다. 마포구 월드컵공원 (100만평)과 송파구 올림픽공원 (50만평)에 이어 서울에서 세 번째로 큰 공원이다.
서울숲은 문화예술공원, 체험학습원, 생태숲, 습지생태원 네 가지의 특색 있는 공간들로 구성되어 있으며, 한강과 맞닿아 있어 다양한 문화여가공간을 제공한다.
또한 서울숲공원은 조성부터 프로그램 운영까지 시민의 참여로 이루어진 최초의 공원으로 2016년 11월부터 (재)서울그린트러스트 서울숲컨서번시에서 민간위탁 운영되다가, 2022년 1월 1일부로 다시 서울시가 직영한다.

## 역사

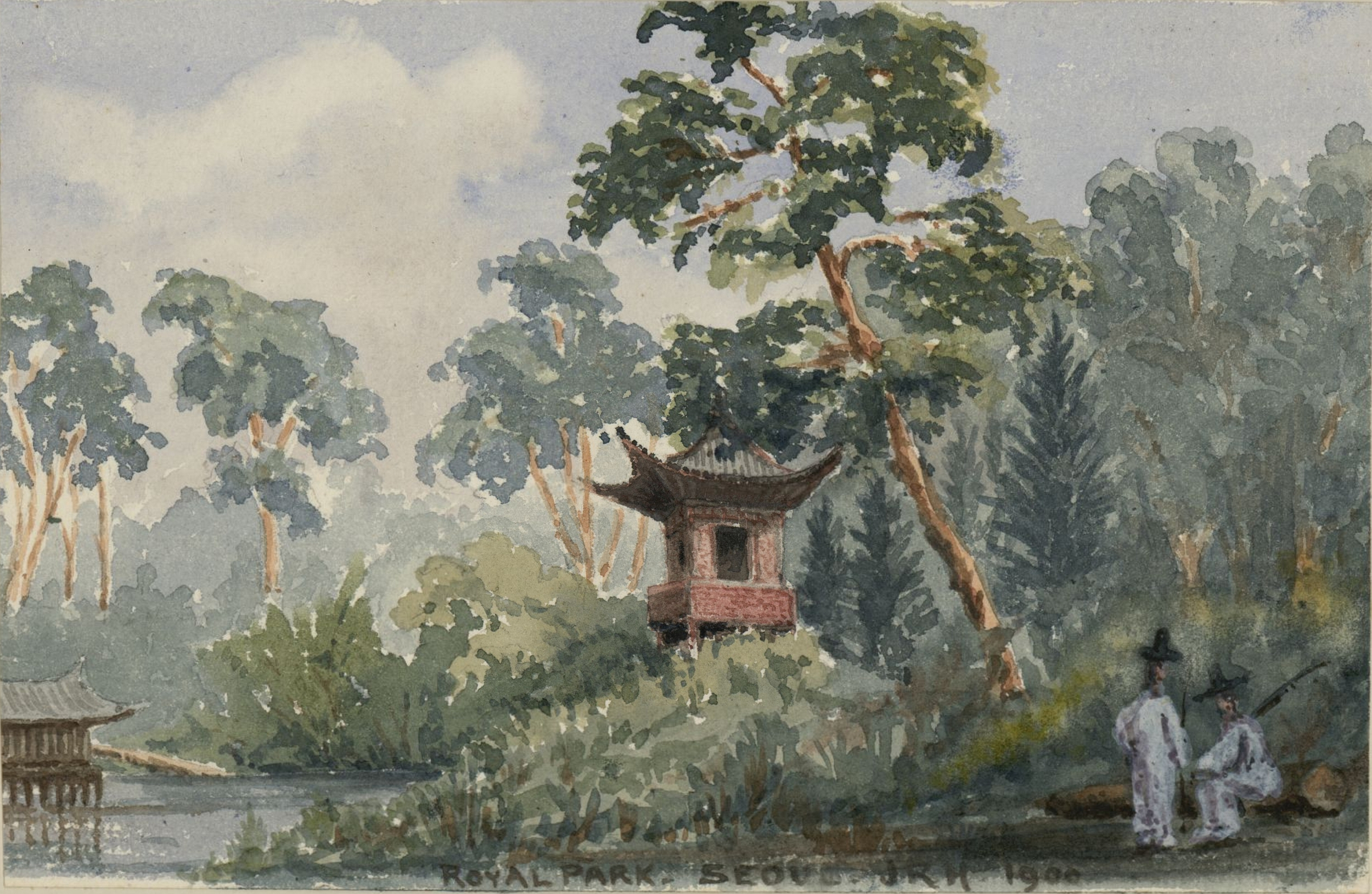
태조 때부터 임금의 사냥터였던 뚝섬

뚝섬은 태조 때부터 임금의 사냥터였던 곳으로 임금의 행차시에는 그것을 알리는 대장군의 기인 독기를 세워 그것을 알렸다. 중랑천과 한강이 합류되는 지점으로 지형의 형태가 주변으로 강이 흘러 마치 섬모양 같다고 하여 독기를 세운섬 뚝섬이라 부르게 되었다. 1908년 대한민국 최초 정수장이 세워졌으며 1940년 뚝섬유원지, 1954년 한국마사회가 서울경마장을 설치하였고 1986년 체육공원으로 변천해 왔다. 이후 1989년 서울경마장이 과천으로 이전, 뚝섬경마장이 폐쇄되었다. 2002년 한일월드컵을 앞두고 뚝섬돔구장을 지으려고 했으나 축구전용구장을 원하는 축구계의 반대와 1997년 IMF 외환위기 이후 막대한 건설비용 문제로 무산되었다. 
2003년 1월 10일 서울숲 조성방침이 수립되었고, 6월 28일에는 주민설명회를 열었고, 7월 31일에는 기본 및 실시설계용역 계약을 했다. 12월 18일에는 조성 공사 착공을 시작했고, 2005년 6월 18일 서울숲으로 개장했다.
2016년 11월 1일 (재)서울그린트러스트에 위탁해 5년 간 운영했으나, 직장 내 괴롭힘 성희롱 등의 문제 발생으로, 2021년 12월 31일 계약 종료 후 서울시가 다시 직영하고 있다.

## 주요시설
- 야외무대 (4,000m2)
- 서울숲광장 (6,900m2)
- 환경놀이터 (3,000m2)
- 자전거도로(남한강 자전거길 연결)
- 산책로
- 이벤트마당
- 나비온실

## 테마공원

### 5개의 테마공원
- 문화예술공원 (220,000m2) : 문화예술공원에는 군마상과 숲속 놀이터 등이 마련돼 있다.
- 자연생태숲 (165,000m2) : 야생 동물과 야생 식물이 공생할 수 있도록 꾸민 것이 특징이다.
- 자연체험학습원 (85,000m2) : 지킴이 숲과 곤충식물원 등이 있다.
- 습지생태원 (70,000m2) : 환경 놀이터와 야외 자연 교실 등 푸른 숲이 어우러진 웰빙 공간이다.
- 한강수변공원 (66,000m2) : 한걍수변공원은 자전거 도로와 한강유람선 선착장이 있어 젊음과 낭만을 만끽하기에 그만이다.[3]

## 갤러리

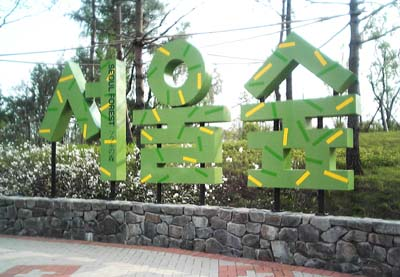
2006년 5월 13일
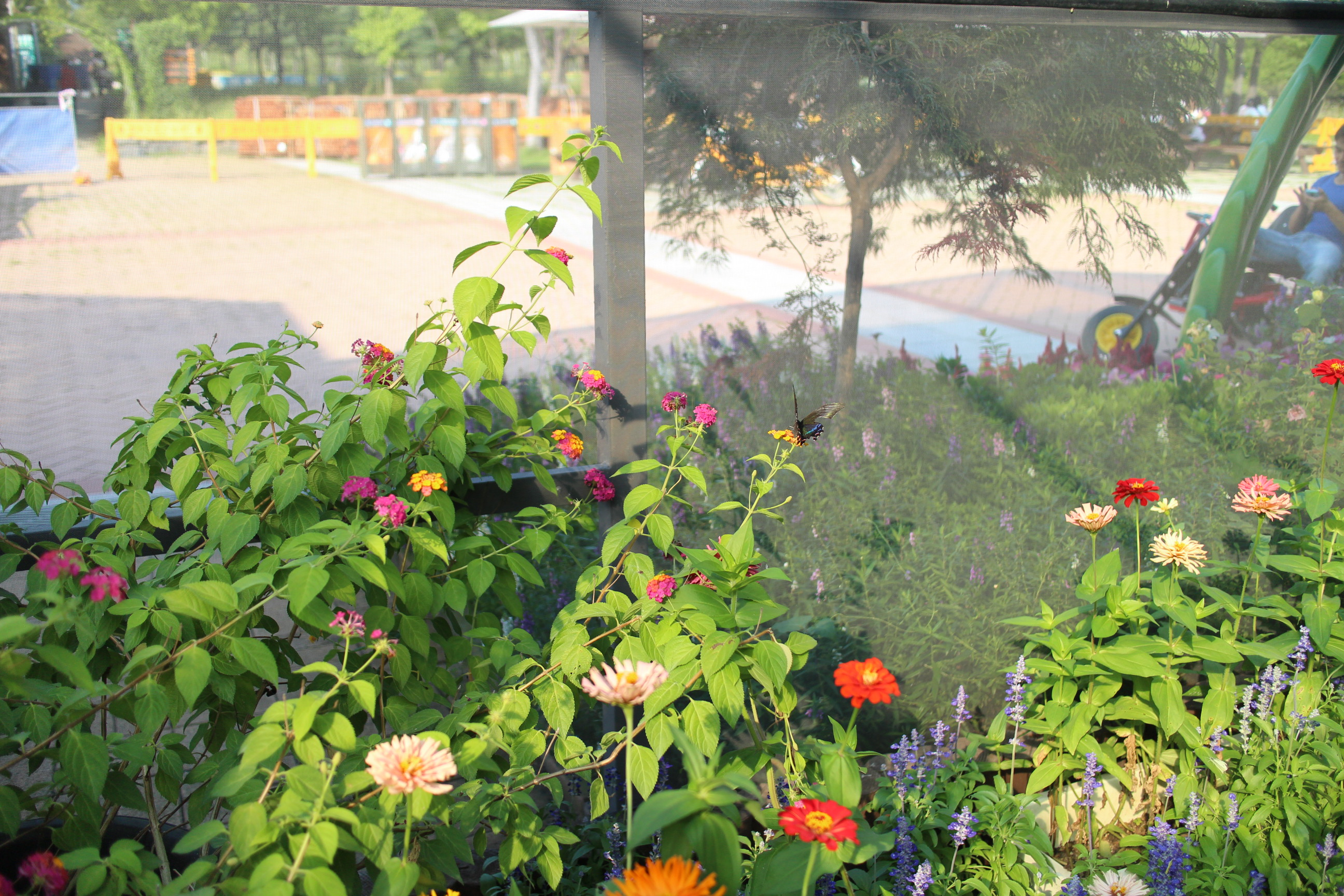
서울숲의 꽃과 나비
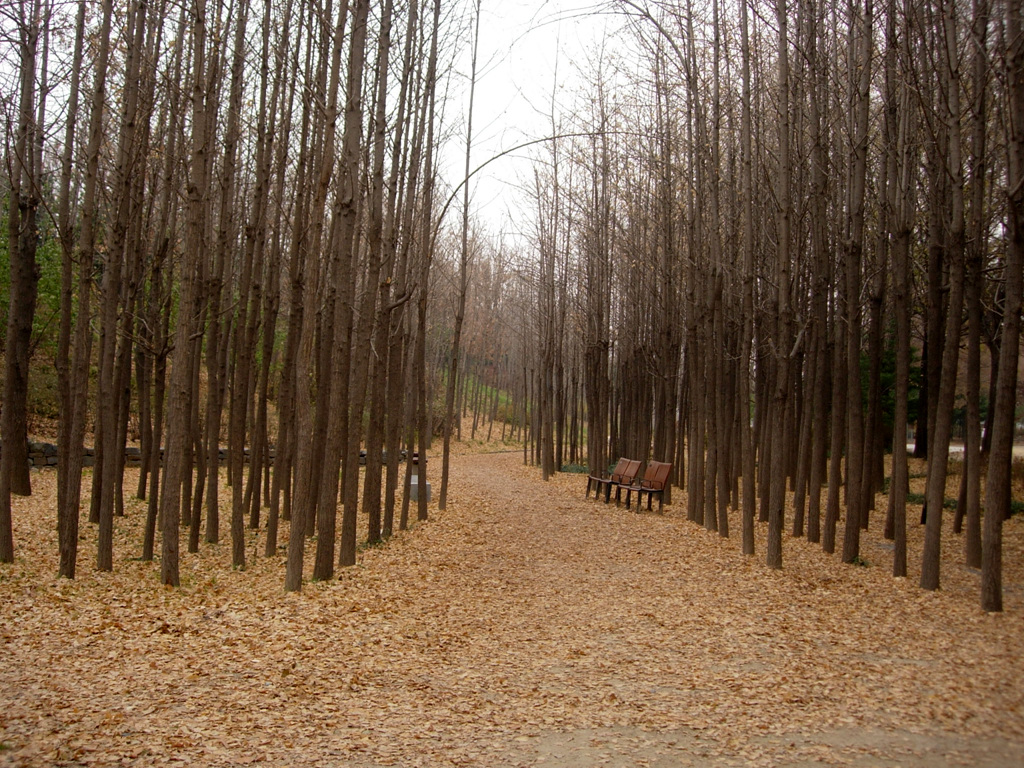
서울숲 산책길
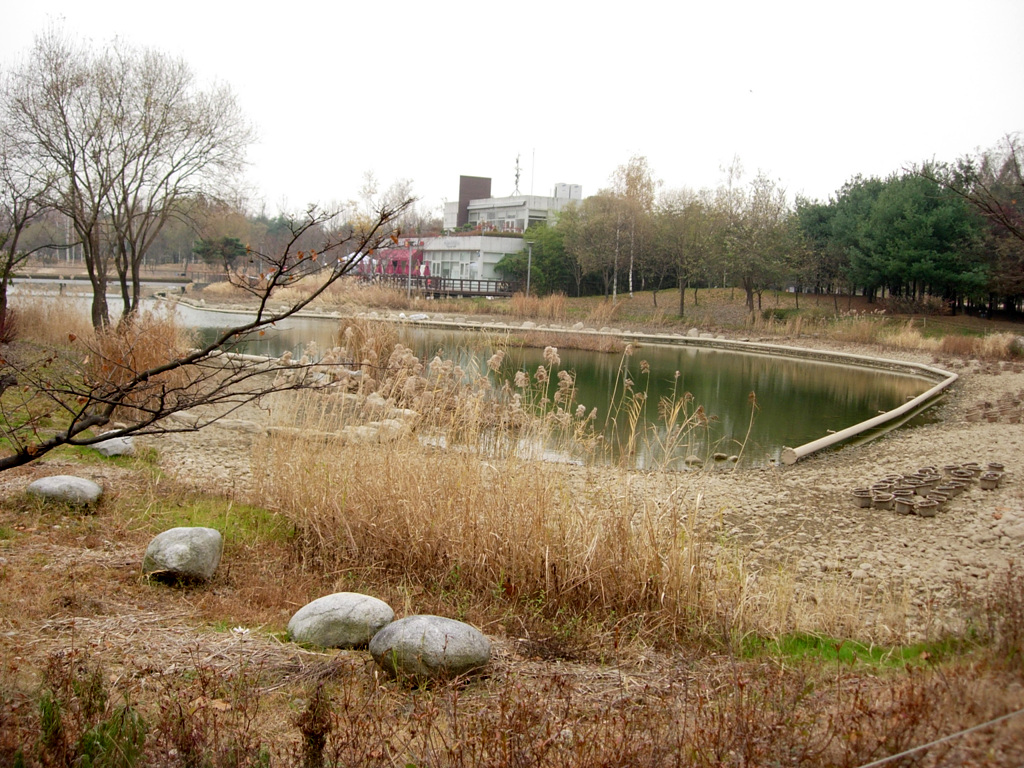
서울숲 호수 전경
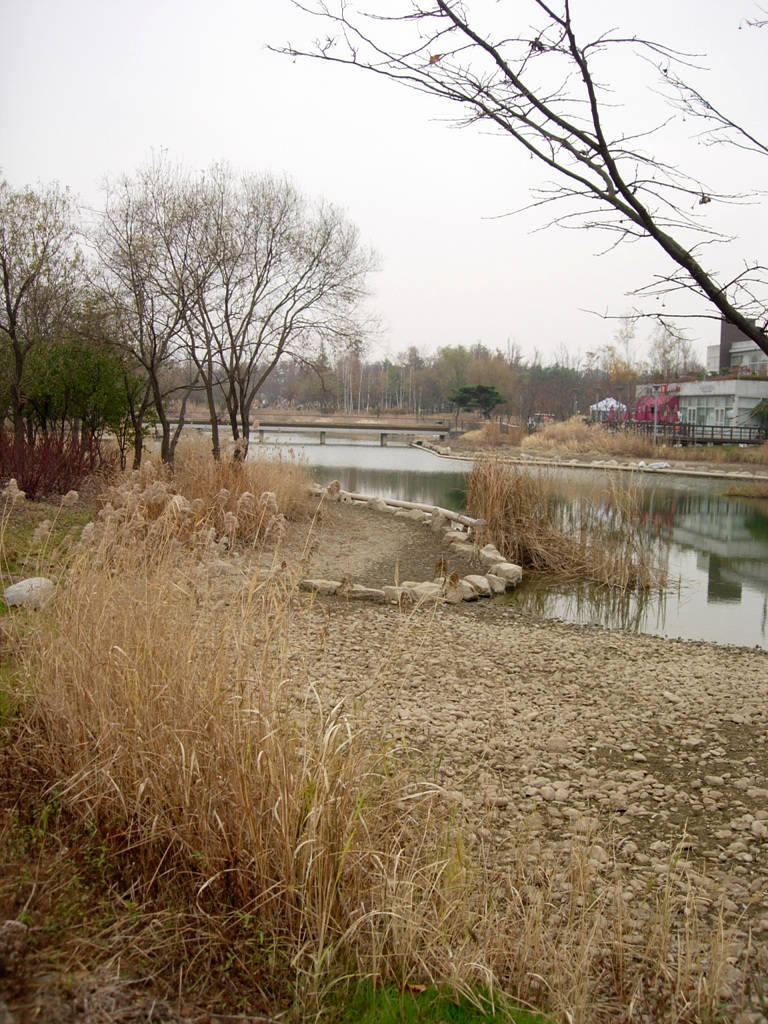
서울숲 호수 전경
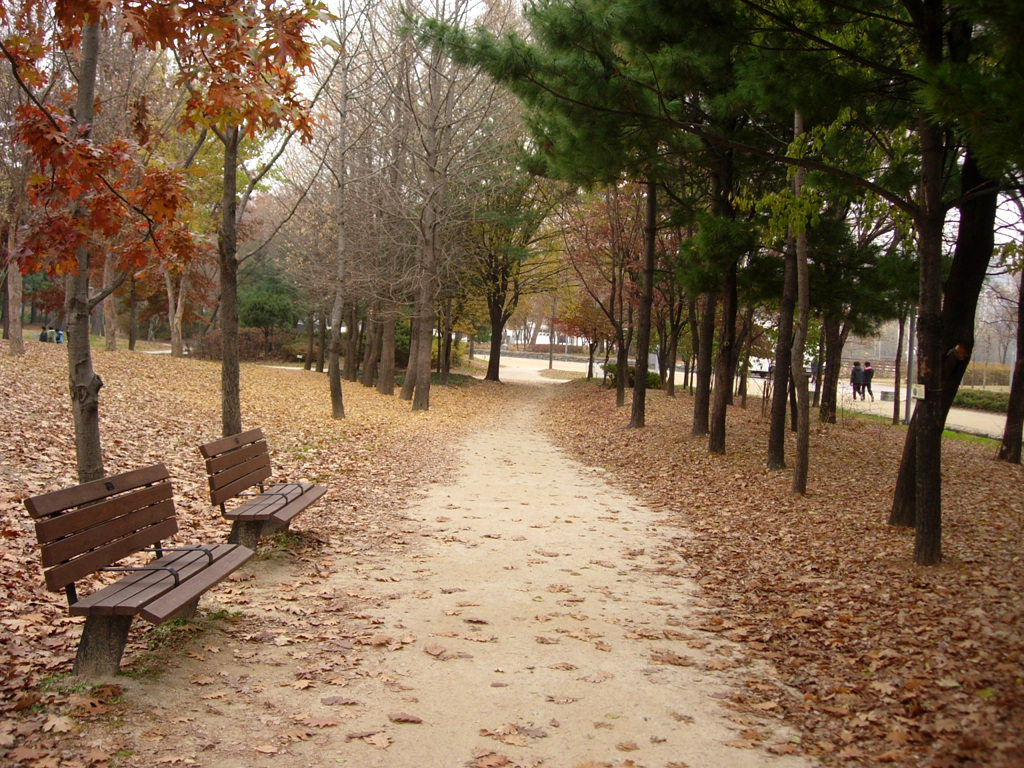
서울숲 산책길
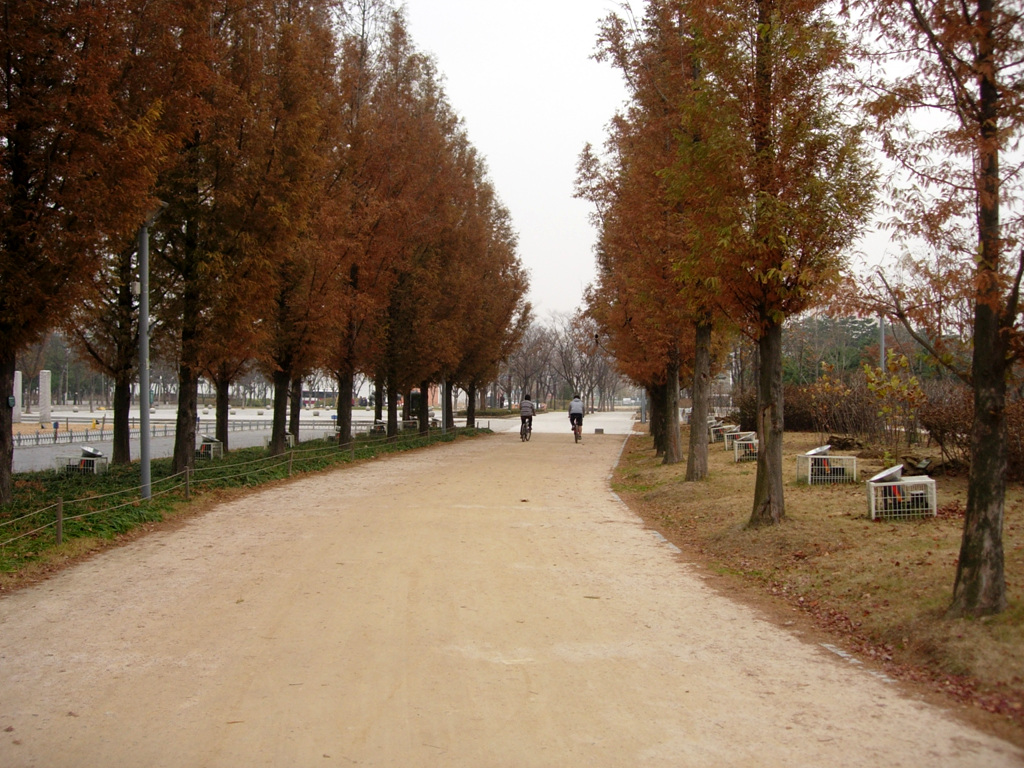
서울숲 산책길
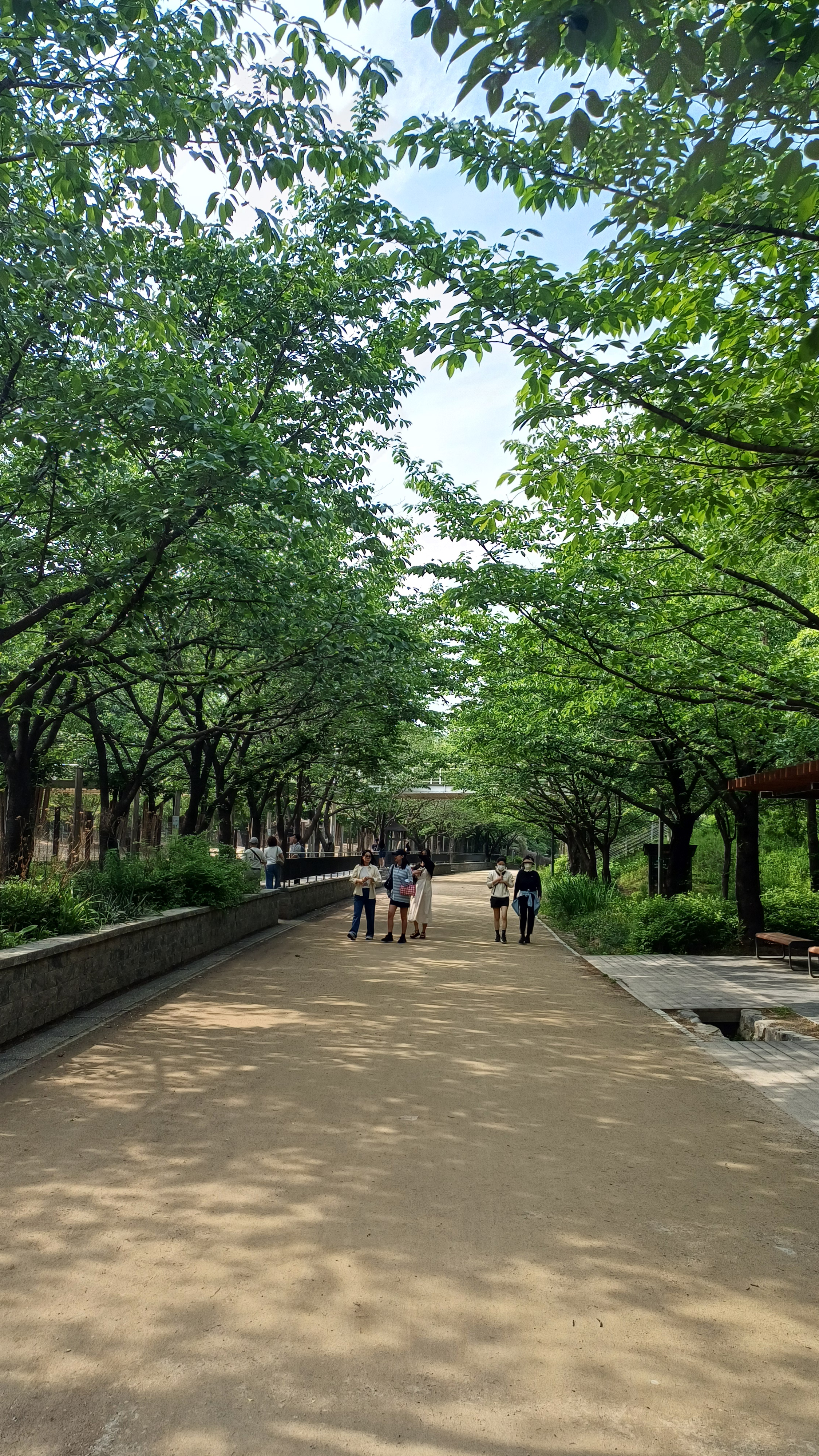
서울숲 산책로 1(2025년 5월 13일)
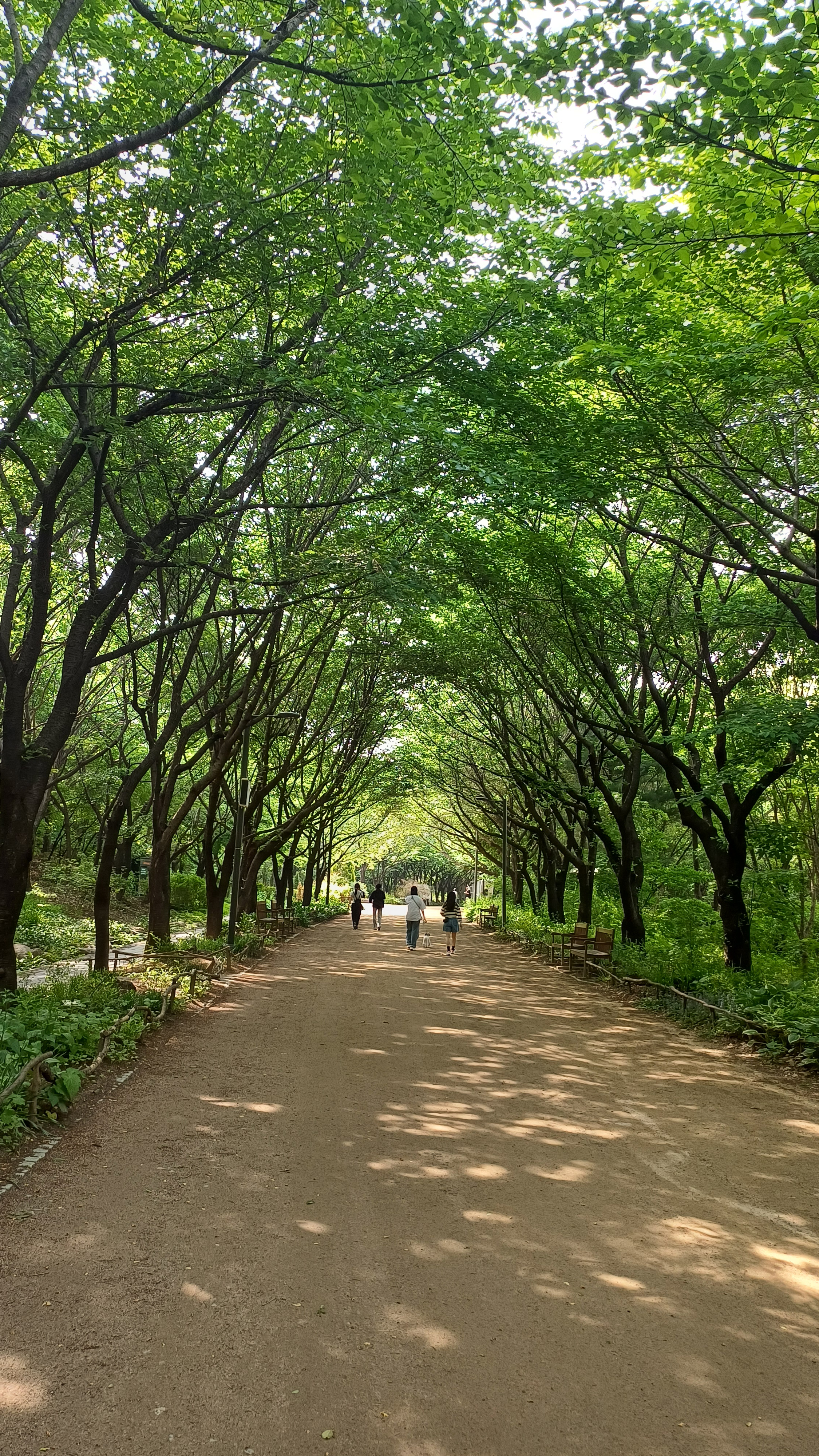
서울숲 산책로 2(2025년 5월 13일)
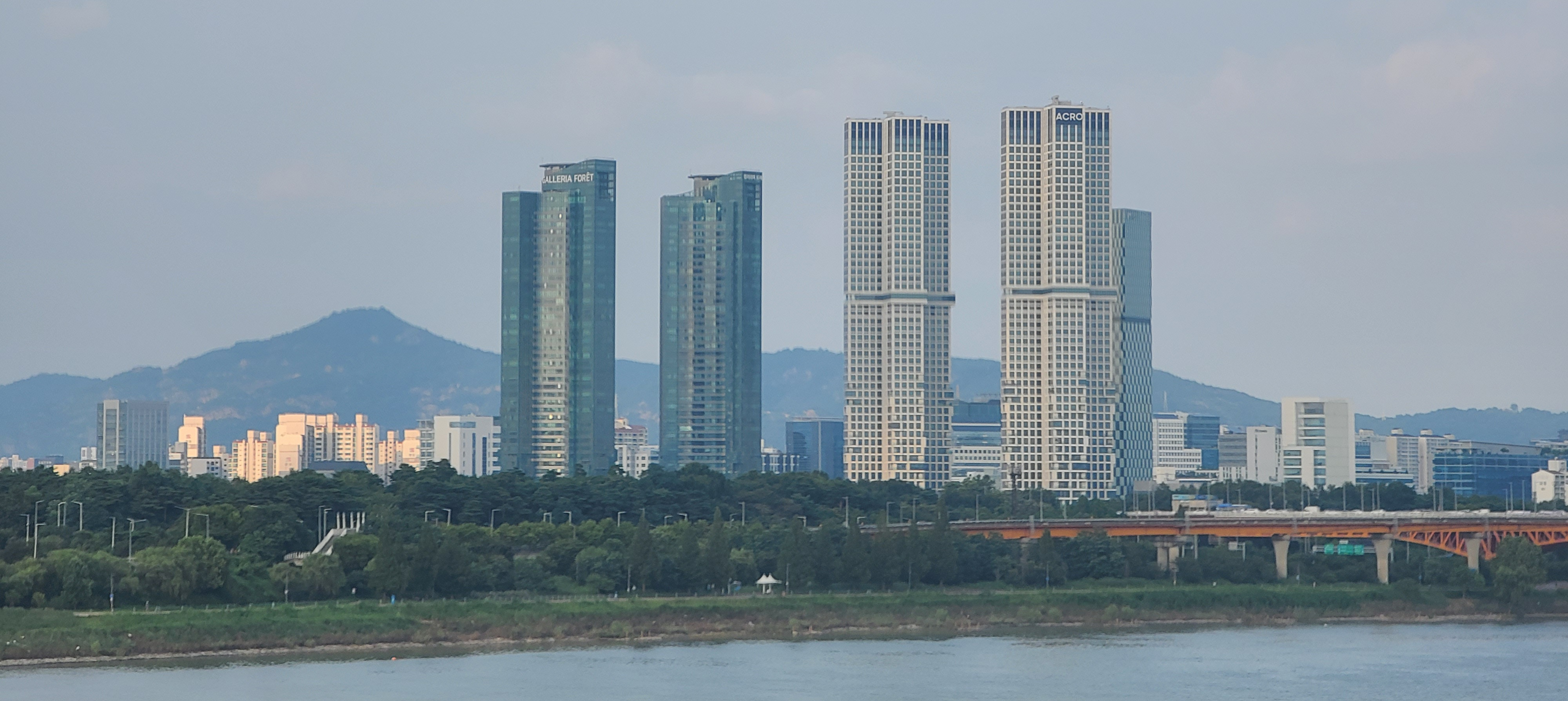
동호대교에서 바라본 서울숲
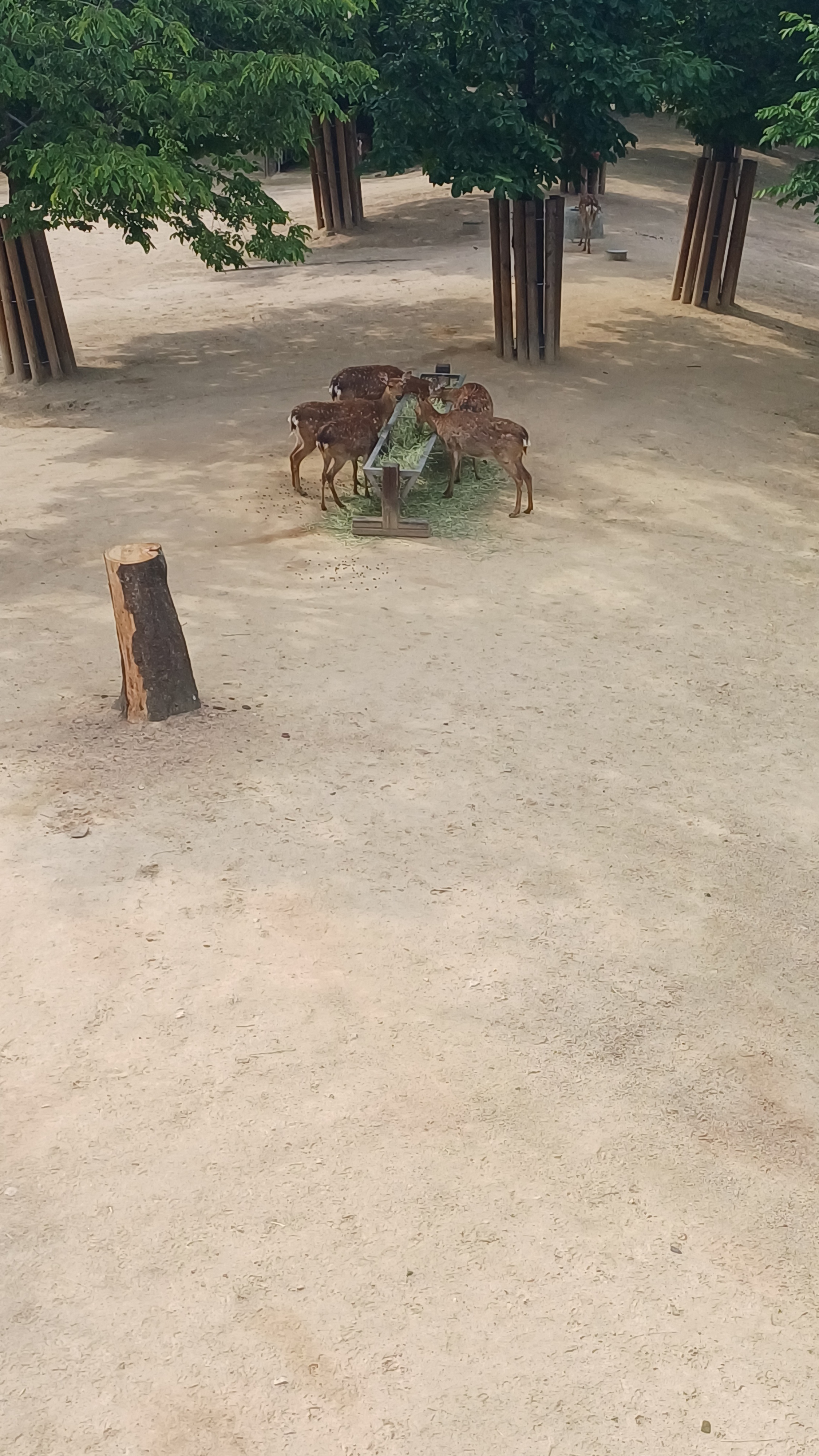
꽃사슴 1
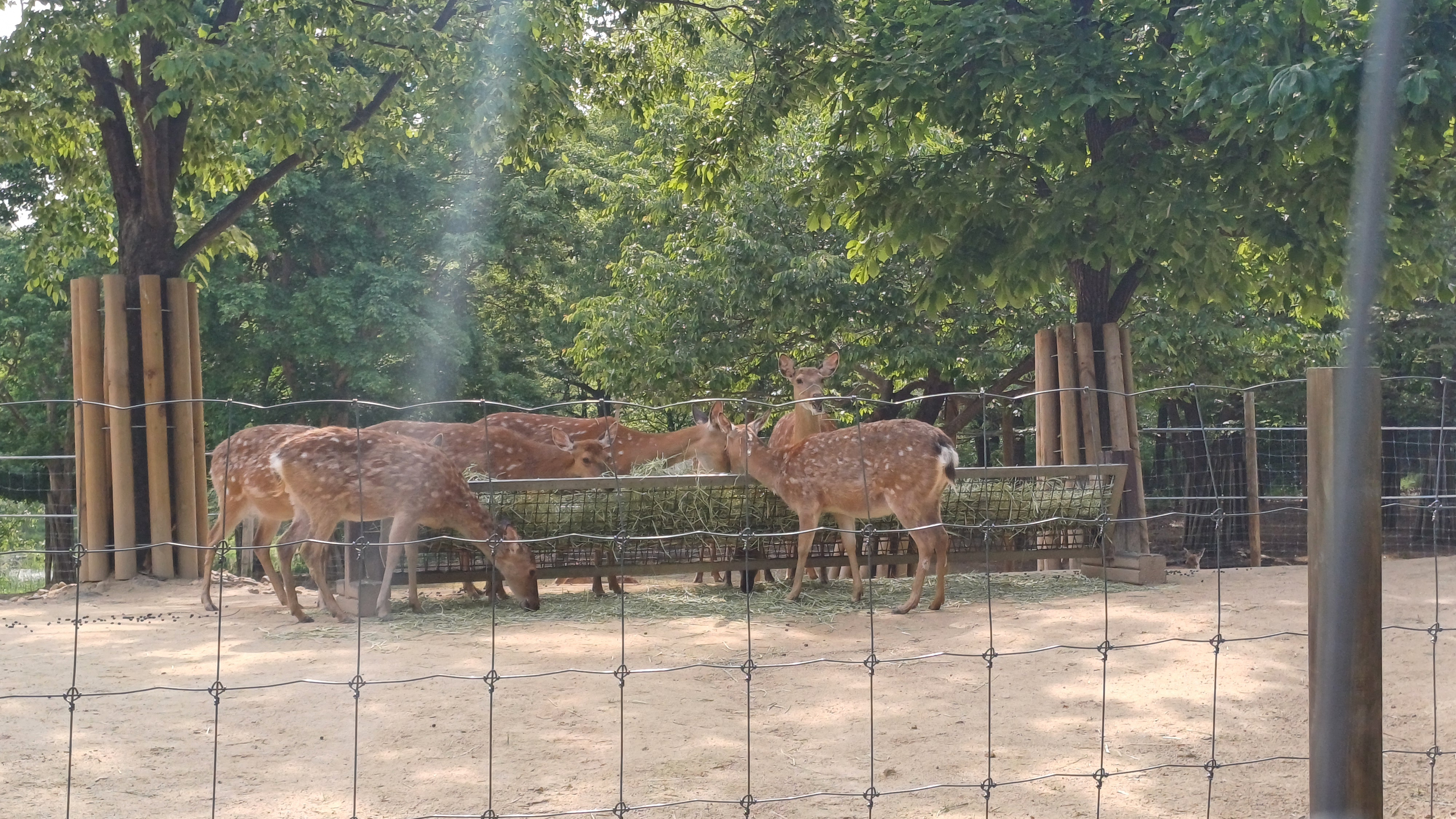
꽃사슴 2

## 인접한 곳
- ● 수도권 전철 수인·분당선 서울숲역
- ● 서울 지하철 2호선 뚝섬역

## 같이 보기
- 센트럴 파크 - 뉴욕의 공원. 서울숲의 모델.
- 하이드 파크 - 런던의 공원. 서울숲의 모델.
- 뚝섬